# Bataille de Călugăreni
Longue Guerre
Batailles
Bataille de Sisak (en) - Bataille de Călugăreni - Bataille de Keresztes - Bataille de Şelimbăr - Bataille de Miriszló (en) - Bataille de Goroszló
La bataille de Călugăreni se déroula le 23 août 1595 (13 août 1595 a.s.). Elle opposa le voïvode Michel le Brave de Valachie à la tête d'une armée de 16 000 hommes, à une armée ottomane de 30 000 à 40 000 hommes commandée par Koca Sinan Pacha. La bataille s'est déroulée en trois phases dans des marais au sud de Bucarest. Michel le Brave, bien qu'étant resté maître du terrain en raison de sa très bonne connaissance des lieux et de ses habiles tactiques, dut se replier car il n'aurait pu faire face à une nouvelle attaque. Le résultat est en fait indécis, mais l'historiographie et la filmographie roumaines ont fait de cette demi-victoire un épisode glorieux.

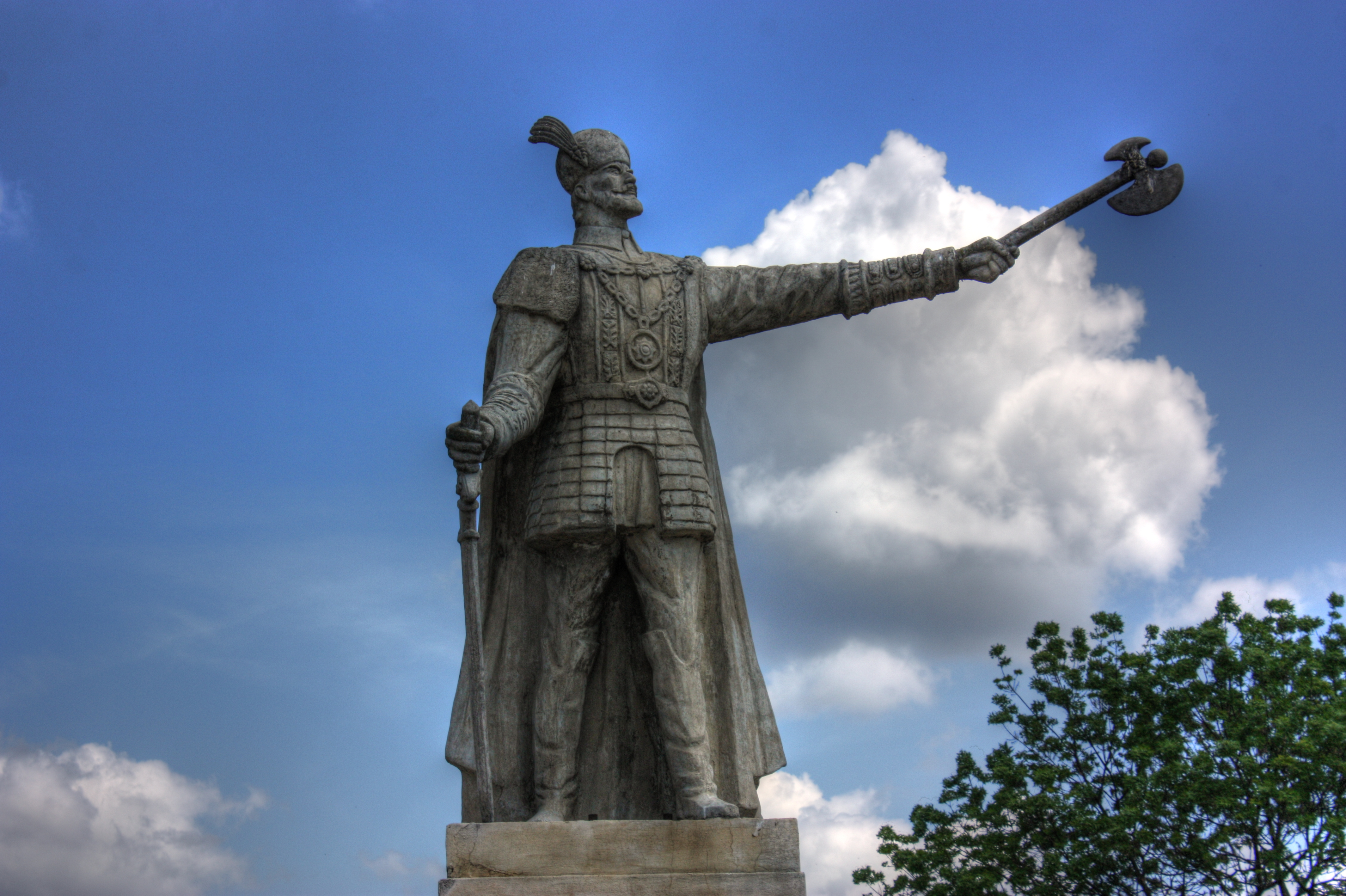
Statue de Michel le Brave à l'emplacement de la bataille.
Les trois phases de la bataille de Călugăreni.
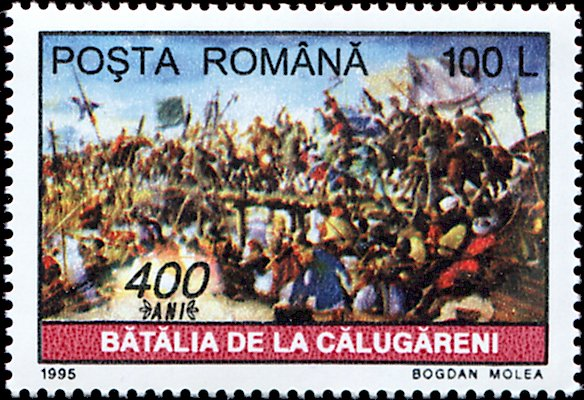
Timbre commémorant les 400 ans de la bataille.
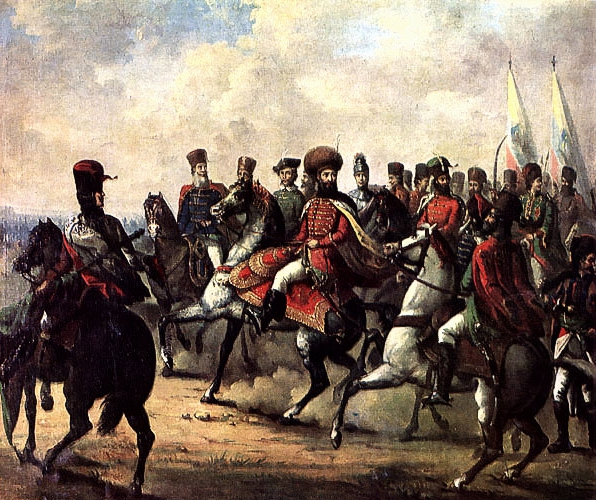
Peinture de Michel le Brave lors de la bataille.